# Dědičný princ

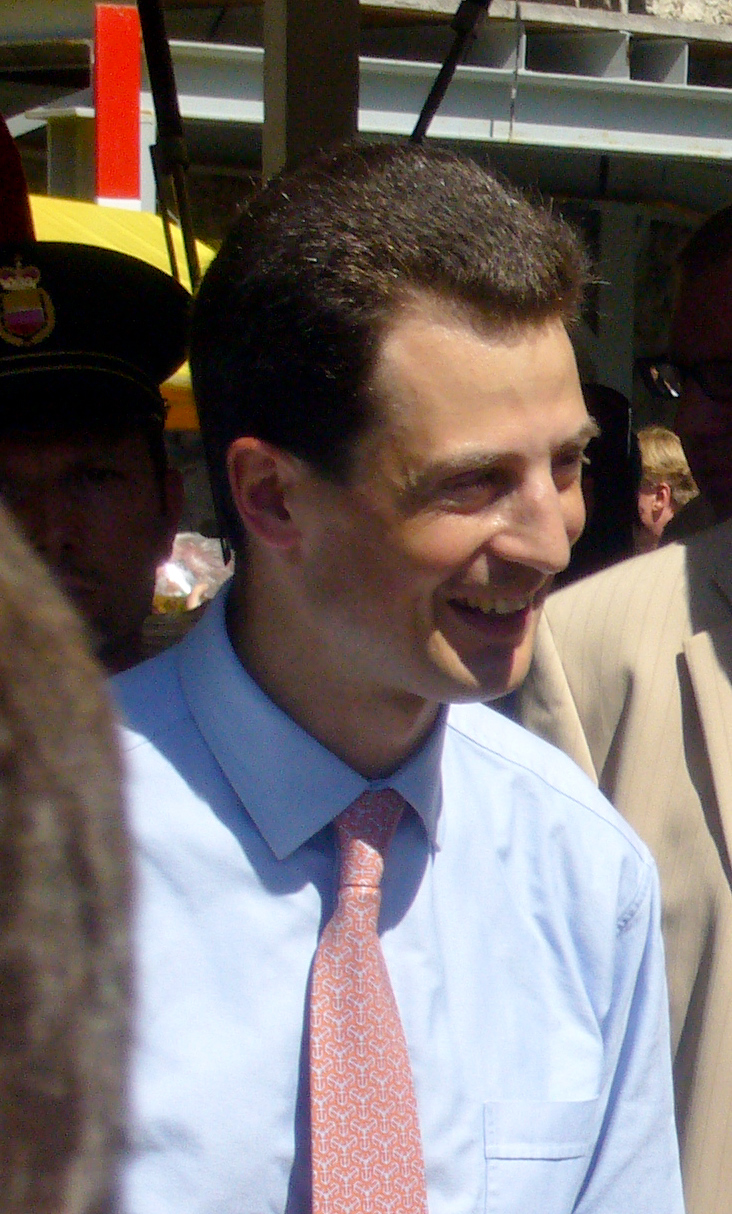
Alois z a na Lichtenštejnu (nar. 1968), od roku 1989 dědičný princ Lichtenštejnský

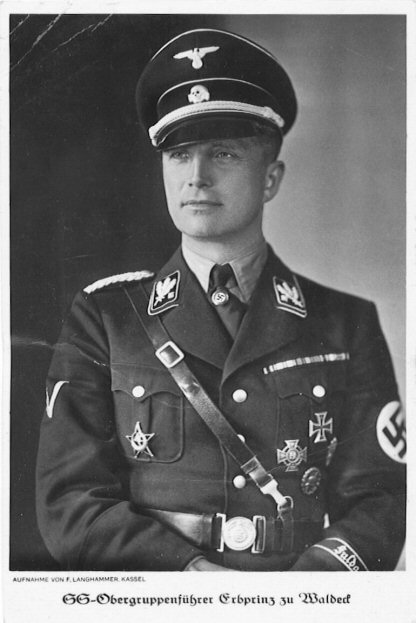
Josias na Waldecku a Pyrmontu (1896–1967), od svého narození dědičný princ waldecký (zde v uniformě SS Obergruppenführera)

Dědičný princ, něm. Erbprinz, angl. hereditary Prince, je titul následníka trůnu v monarchii nižšího stupně než království či císařství, kde je používán titul korunní princ, příp. císařský korunní princ.

## Obecné
Titul dědičného prince se používal a používá výhradně v svrchovaných monarchiích, stojících hierarchicky níže než království, kde mladší členové rodu mají titul prince (netýkalo se tedy suverénních hrabat). Dědiční princové se zcela výjimečně objevovali i v královských rodinách, jejich hodnost však nenahrazovala důstojenství korunního prince (s výjimkou Království obojí Sicílie, viz dále). Titul představuje jakési zdůraznění principu primogenitury v dědickém právu. Proto byl dědičným princem vždy jen nejstarší syn panujícího knížete, ne vladařův bratr v případě panovníkovy bezdětnosti. Výraz byl nejobvyklejší v německém prostředí, kde se, stejně jako v češtině, rozlišuje mezi titulem knížete a prince. Titul je ze své podstaty jazykově nelogický, logičtější by bylo mluvit o „princi a dědičném knížeti (vévodovi)“, zřejmě pro zdlouhavost takového výrazu se tak ale neděje. V praxi byl titul používán jen v rodech suverénních vévodů, knížat a jim na roveň postaveným (něm. fürstenmäßig) některým lankrabatům, markrabím a falckrabím. Vladaři s vyšším titulem, kurfiřti a velkovévodové, měli vlastní specifické tituly (viz kap. Varianty titulu). 
Titul je používán v zemích bývalé Svaté říše římské zhruba od poloviny 18. století. Existuje také titul dědičné princezny, užívaný buďto manželkami dědičných princů, či nejstaršími dcerami nižších vládců tam, kde chybí mužský následník trůnu. Po roce 1806 si titul nárokovaly, víceméně neprávem, také některé mediatizované knížecí rody. Mimo oblast německého jazyka a kultury titul existoval a existuje spíše funkčně, z vlastní podstaty, než že by šlo o zvláště pojmenovávanou aristokratickou hodnost. Pozoruhodnou výjimku představuje portugalská infantka Maria (1527–1545), která se narodila jako nejstarší žijící královské dítě a až do svých osmi let nesla titul „Princesa herdeira da Coroa de Portugal“ (dědičná princezna Portugalské Koruny), než byl jejímu mladšímu bratrovi udělen titul „následník trůnu“.

## Varianty titulu
- dědičný velkovévoda (něm. Erbgroßherzog, angl. hereditary Grand Duke), dědic velkovévodského trůnu, je dnes pouze v Lucembursku, dříve také např. ve Frankfurtsku, Oldenbursku nebo Bádensku.[5] Titul není vázán na nejst. syna velkovévody a může ho získat jakýkoli následník trůnu
- velkoprinc (italsky Grande Principe, angl. Grand Prince), titul dědice Toskánského velkovévodství v dobách Medicejů. Po roce 1737 a nástupu Habsbursko-lotrinské dynastie byl titul nahrazen dědičným velkovévodou
- kurfiřtský princ/kurprinc (něm. Kurprinz, angl. electoral Prince), dědic neduchovního a tedy nevoleného kurfiřtského úřadu (nebyl-li aktuální světský kurfiřt zároveň králem či císařem).[1] Užívalo se ve Svaté říši římské od konce 17. století. do jejího zániku, a poté v titulárním, leč suverénním kurfiřtství Hesensko-Kasselském až do r. 1866. Titul nebyl vázán na kurfiřtova nejst. syna a mohl ho získat každý následník trůnu
- dědičný hrabě (něm. Erbgraf, angl. hereditary (imperial) Count), používal se u suverénních hrabat (Šternberk-Manderscheidové, Schönborn-Wiesentheidové)[6] či u těch suverénních knížecích rodů, kde knížetem byla pouze hlava rodu (Ditrichštejnové, Kounicové, v l. 1804–1806 také Salm-Reifferscheidt-Krautheimové či Metternichové.[7] Stejně jako titul dědičný princ, byl i titul dědičného hraběte nárokován mediatizovanými rody po celé 19. století a 1. pol. 20. století.[8] Titul je vyhrazen pro nejstaršího syna panujícího hraběte, pokud tento není k dispozici, pak např. bratr vládnoucího hraběte jako následník není dědičným hrabětem.

## Státy, které užívaly titulu dědičného prince (výběr)
- Vévodství anhaltsko-bernburské[9]
- Vévodství Sachsen-Coburg-Gotha[9]
- Vévodství kuronské
- Vévodství lotrinské
- Vévodství Arenberg-Meppen
- Vévodství modenské
- Knížectví Hohenzollern-Sigmaringen[9]
- Knížectví Reuss-Greiz[9]
- Knížectví Waldeck-Pyrmont[9]
- Knížectví Schaumburg-Lippe[9]
- Knížectví Fürstenberg
- Okněžněné hrabství Störnstein (v době vlády knížat z Lobkowicz)
- Knížectví albánské (v době vlády knížat z Wiedu)
- Lankrabství hesensko-homburské
- Markrabství braniborsko-bayreuthské
- Falckrabství falcko-zweibrückenské
- Republika Spojených nizozemských provincií (užíval syn dědičného místodržícího)[10]
- v Království bavorském byl jako dědičný princ titulován prvorozený syn korunního prince[1]
- v Království dánském patřil titul nejprve princi Frederikovi, nevlastnímu bratru krále Kristiána VII. (Dánsko tehdy mělo i svého korunního prince),[11] v 19. stol. titul připadl všem bratrům korunních princů,[2] dnes se již titul v Dánsku neužívá[12]
- v Království obojí Sicílie byl jako dědičný princ titulován princ korunní (italsky Principe ereditario, výjimečný případ)[13]
- v Království švédském bývali princové s výjimkou korunního prince titulováni jako dědičná knížata (švédsky Arvfursten).[13]

## Současní dědiční princové
- Jeho Jasnost, dědičný princ Alois z a na Lichtenštejnu
- Jeho Jasnost, dědičný princ Jakub Monacký, markýz z Baux
- Andorra, Vatikán a Suverénní řád Maltézských rytířů jsou volenými knížectvími, tedy nemají dědičné prince
- Jeho Výsost, šejk Nawaf Al-Ahmad Al-Jaber Al-Sabah – ačkoli je syn emíra, tedy knížete, je v angličtině titulován jako korunní princ Kuvajtu[14]
- Jeho Excelence, šejk Tamim bin Hamad Al-Sání – dědičný princ Kataru
- všech sedm emírů Spojených arabských emirátů je rovno vládnoucím knížatům, tedy i jejich prvorození synové jsou dědičnými princi
- Jeho královská Výsost, dědičný velkovévoda Guillaume Lucemburský.